# Antonio Mattei (giurista)
Antonio Mattei, detto l'Aquilano (... – Roma, post 1577), è stato un giurista e politico italiano.

## Attività giuridica
Laureato in untroque iure, pubblicò, nel 1541, l'Opusculum super auc. sacramenta C. si aduersus vend., il primo di una proficua serie di trattati sull'interpretazione e l'applicazione del diritto canonico e civile.
Dal 1548 (o 1549), tenne la cattedra di diritto civile presso l'archiginnasio della Sapienza di Roma, per passare poi, dal 1559 a quella di diritto canonico.

## Attività politica
Sembra che, oltre a esercitare l'attività di insegnante, abbia anche ricoperto incarichi nell'amministrazione capitolina: un Antonio Mattei probabilmente identificabile con il giurista fu infatti caporione di Trastevere negli anni 1554, 1555, 1559 (menzionato come caporione di Trevi, ma potrebbe trattarsi di un'errata trascrizione di Trastevere) e 1567 e anche conservatore di Roma nel 1565 e nel 1576 e priore dei caporioni nel 1577, data a cui risale l'ultima menzione certa a lui riferita.
I registri capitolini citano un Antonio Mattei di Trastevere che ricoprì la carica di conservatore negli anni 1585, 1591, 1596, 1601 e 1610, e di caporione nel 1594, ma è molto improbabile si tratti della medesima persona, poiché implicherebbe una partecipazione attiva del giurista Mattei alla politica romana in un'età estremamente avanzata.

## Opere
Qui di seguito è riportato un elenco delle opere pubblicate da Antonio Mattei:
- Opusculum super auc. sacramenta C. si aduersus vend. (1541)
- Tractatus praticabilis editionis, De libris rationum, instrumentis, actis iudiciariis et eorum fide (1543)
- Tractatus prorogationis fori et competentiae, praeventionis, iuris revocandi domum, reconventionis, et reorum transmissionis (1547)
- Repetitio ad rubricam et ad legem primam ff. de novi operis nunciatione; ad rubricam et ad legem primam ff. de acquirenda possessione necnon praxis de causa possessionis et proprietatis et de restitutione spoliatorum cum repetitione ad I. naturaliter in sectione nihil commune, ff. eodem (1556)
- Tractatus iudiciarius De prorogatione iurisdictionis et fori competentiae ac de praeventione; De iure revocandi domum; De reconventione, et Rerum transmissione (1558)
- De cumulatione actionum (1562)
- De ordine cognitionum (1562)